# Уліганець Сергій Іванович
Уліганець Сергій Іванович (нар. 19 серпня 1978) — український географ, кандидат географічних наук, доцент географічного факультету Київського національного університету імені Тараса Шевченка.

## Біографія
Народився 19 серпня 1978 року в смт. Поляна Свалявського району Закарпатської області. Закінчив у 2000 році географічний факультет Київського університету, у 2003 аспірантуру, кандидатська дисертація «Конструктивно-географічний аналіз ландшафтно-рекреаційних систем (на прикладі Закарпатської області)». У Київському університеті працює асистентом з 2003 року, доцентом кафедри географії України — з 2010. Читає курси:
- «Безпека життєдіяльності та охорона праці з професійним направленням»,
- «Географія туризму»,
- «Нормативно-правові основи туристсько-рекреаційної діяльності»,
- «Туроперейтинг».

Проводить навчально-польову практику з спортивно-оздоровчого туризму та керує виробничими практиками студентів зі спецкурсу «Рекреаційна географія та менеджмент туризму»; здійснює керівництво курсовими роботами студентів 2 та 3 курсів, кваліфікаційними роботами бакалаврів, дипломними та магістерськими роботами.

## Наукові праці
Фахівець у галузі рекреаційної географії, географії туризму, спортивно-оздоровчого туризму, рекреаційного природокористування в межах територій санаторно-курортного, природно-заповідного та історико-культурних фондів України. Автор та співавтор понад 30 наукових та навчально-методичних праць. Основні праці:
1. Навчально-методичний комплекс з дисципліни «Географія туризму». — К. 2006.
2. Географія туризму: Навчально-метододичний посібник. — К., 2008 (у співавторстві).
3. Методичні вказівки для написання курсових робіт з дисципліни «Регіональна економіка». — К., 2009 (у співавторстві).